# Seznam dílů seriálu Pod černou vlajkou
Toto je seznam dílů seriálu Pod černou vlajkou. Americký dramatický televizní seriál Pod černou vlajkou měl premiéru na stanici Starz.

## Přehled řad
| Řada | Díly | Premiéra v USA | Premiéra v USA  |
| Řada | Díly | První díl      | Poslední díl    |
| ---- | ---- | -------------- | --------------- |
| 1    | 8    | 25. ledna 2014 | 15. března 2014 |
| 2    | 10   | 24. ledna 2015 | 28. března 2015 |
| 3    | 10   | 23. ledna 2016 | 26. března 2016 |
| 4    | 10   | 29. ledna 2017 | 2. dubna 2017   |

## Seznam dílů

### První řada (2014)
| Č. v seriálu | Č. v řadě | Původní název | Český název      | Režie         | Scénář                                | Premiéra v USA  |
| ------------ | --------- | ------------- | ---------------- | ------------- | ------------------------------------- | --------------- |
| 1            | 1         | I.            | Ukradená strana  | Neil Marshall | Jonathan E. Steinberg a Robert Levine | 25. ledna 2014  |
| 2            | 2         | II.           | Honba začíná     | Sam Miller    | Jonathan E. Steinberg a Robert Levine | 1. února 2014   |
| 3            | 3         | III.          | Hledání spojenců | Neil Marshall | Jonathan E. Steinberg a Robert Levine | 8. února 2014   |
| 4            | 4         | IV.           | Přípravy k boji  | Sam Miller    | Brad Caleb Kane                       | 15. února 2014  |
| 5            | 5         | V.            | Do boje          | Marc Munden   | Doris Egan                            | 22. února 2014  |
| 6            | 6         | VI.           | Zvraty štěstěny  | T.J. Scott    | Heather Bellson                       | 1. března 2014  |
| 7            | 7         | VII.          | Před vyplutím    | Marc Munden   | Michael Angeli                        | 8. března 2014  |
| 8            | 8         | VIII.         | Hon vrcholí      | T.J. Scott    | Jonathan E. Steinberg a Robert Levine | 15. března 2014 |

### Druhá řada (2015)
| Č. v seriálu | Č. v řadě | Původní název | Český název            | Režie           | Scénář                                                                             | Premiéra v USA  |
| ------------ | --------- | ------------- | ---------------------- | --------------- | ---------------------------------------------------------------------------------- | --------------- |
| 9            | 1         | IX.           | Krveprolití            | Steve Boyum     | Jonathan E. Steinberg a Robert Levine                                              | 24. ledna 2015  |
| 10           | 2         | X.            | Zbytečné ztráty        | Clark Johnson   | Michael Chernuchin                                                                 | 31. ledna 2015  |
| 11           | 3         | XI.           | Hněv kapitána Flinta   | Stefan Schwartz | Brad Caleb Kane                                                                    | 7. února 2015   |
| 12           | 4         | XII.          | Poslední jednání       | Clark Johnson   | námět: Julie Siege scénář: Jonathan E. Steinberg a Dan Shotz                       | 14. února 2015  |
| 13           | 5         | XIII.         | Dělostřelecká příprava | Alik Sakharov   | Aaron Helbing a Todd Helbing                                                       | 21. února 2015  |
| 14           | 6         | XIV.          | Cena krve              | Michael Nankin  | Heather Bellson                                                                    | 28. února 2015  |
| 15           | 7         | XV.           | Noční intriky          | Alik Sakharov   | Lisa Schultz Boyd                                                                  | 7. března 2015  |
| 16           | 8         | XVI.          | Ozvěny minulosti       | Steve Boyum     | námět: Marc Berzenski a Maria Melnik scénář: Jonathan E. Steinberg a Robert Levine | 14. března 2015 |
| 17           | 9         | XVII.         | Nepříjemné pravdy      | Lukas Ettlin    | námět: Dan Shotz scénář: Brad Caleb Kane                                           | 21. března 2015 |
| 18           | 10        | XVIII.        | Krvavý soud            | Steve Boyum     | Jonathan E. Steinberg a Robert Levine                                              | 28. března 2015 |

### Třetí řada (2016)
| Č. v seriálu | Č. v řadě | Původní název | Český název         | Režie           | Scénář                                                            | Premiéra v USA  |
| ------------ | --------- | ------------- | ------------------- | --------------- | ----------------------------------------------------------------- | --------------- |
| 19           | 1         | XIX.          | Mračna se stahují   | Alik Sakharov   | Jonathan E. Steinberg a Robert Levine                             | 23. ledna 2016  |
| 20           | 2         | XX.           | Bouře               | Lukas Ettlin    | Jonathan E. Steinberg a Brad Caleb Kane                           | 30. ledna 2016  |
| 21           | 3         | XXI.          | Klid po bouři       | Stefan Schwartz | Jonathan E. Steinberg a Dan Shotz                                 | 6. února 2016   |
| 22           | 4         | XXII.         | V zajetí            | Steve Boyum     | Jonathan E. Steinberg a Lisa Schultz Boyd                         | 13. února 2016  |
| 23           | 5         | XXIII.        | Otázka důvěry       | Alik Sakharov   | Jonathan E. Steinberg a Robert Levine                             | 20. února 2016  |
| 24           | 6         | XXIV.         | Vzpoura proti osudu | Lukas Ettlin    | Dan Shotz                                                         | 27. února 2016  |
| 25           | 7         | XXV.          | Cena pokladu        | Rob Bailey      | Marc Berzenski a Josh Rothenberger                                | 5. března 2016  |
| 26           | 8         | XXVI.         | Záchrana            | Stefan Schwartz | Evan Bleiweiss                                                    | 12. března 2016 |
| 27           | 9         | XXVII.        | Hrdelní pře         | Steve Boyum     | námět: Brad Caleb Kane a Tyler Van Patten scénář: Brad Caleb Kane | 19. března 2016 |
| 28           | 10        | XXVIII.       | Černá známka        | Alik Sakharov   | Jonathan E. Steinberg a Robert Levine                             | 26. března 2016 |

### Čtvrtá řada (2017)
| Č. v seriálu | Č. v řadě | Původní název | Český název           | Režie                 | Scénář                                                             | Premiéra v USA  |
| ------------ | --------- | ------------- | --------------------- | --------------------- | ------------------------------------------------------------------ | --------------- |
| 29           | 1         | XXIX.         | Nečekaný odpor        | Lukas Ettlin          | Jonathan E. Steinberg a Robert Levine                              | 29. ledna 2017  |
| 30           | 2         | XXX.          | Staré a nové rány     | Alik Sakharov         | Jonathan E. Steinberg a Dan Shotz                                  | 5. února 2017   |
| 31           | 3         | XXXI.         | Ve stínu oprátky      | Roel Reiné            | Jonathan E. Steinberg a Brad Caleb Kane                            | 12. února 2017  |
| 32           | 4         | XXXII.        | Nové pořádky          | Marc Jobst            | Peter Ocko a Michael Russell Gunn                                  | 19. února 2017  |
| 33           | 5         | XXXIII.       | Akt zoufalství        | Alik Sakharov         | Jonathan E. Steinberg a Dan Shotz                                  | 26. února 2017  |
| 34           | 6         | XXXIV.        | Prolévání krve        | Steve Boyum           | Jonathan E. Steinberg a Robert Levine                              | 5. března 2017  |
| 35           | 7         | XXXV.         | Poslední vzepětí      | Lukas Ettlin          | Robert Levine a Brad Caleb Kane                                    | 12. března 2017 |
| 36           | 8         | XXXVI.        | Kruh se uzavírá       | Uta Briesewitz        | námět: Jenniffer Castillo a Jillian Molin scénář: Tyler Van Patten | 19. března 2017 |
| 37           | 9         | XXXVII.       | Spálené mosty         | Steve Boyum           | Jonathan E. Steinberg a Dan Shotz                                  | 26. března 2017 |
| 38           | 10        | XXXVIII.      | Konec kapitána Flinta | Jonathan E. Steinberg | Jonathan E. Steinberg a Robert Levine                              | 2. dubna 2017   |